# 廓尔喀民族解放阵线
廓尔喀民族解放阵线，为印度西孟加拉邦北部的一个政党，该党成立于1980年。
1980年代，廓尔喀民族解放阵线频繁的发动罢工等手段来表达独立诉求，他们力图在西孟加拉邦讲尼泊尔语的地区单独成立一个廓尔喀邦。2001年，西孟加拉邦选举中，该党获得5个席位，共得票190,057张。